# Accords d'Evora-Monte

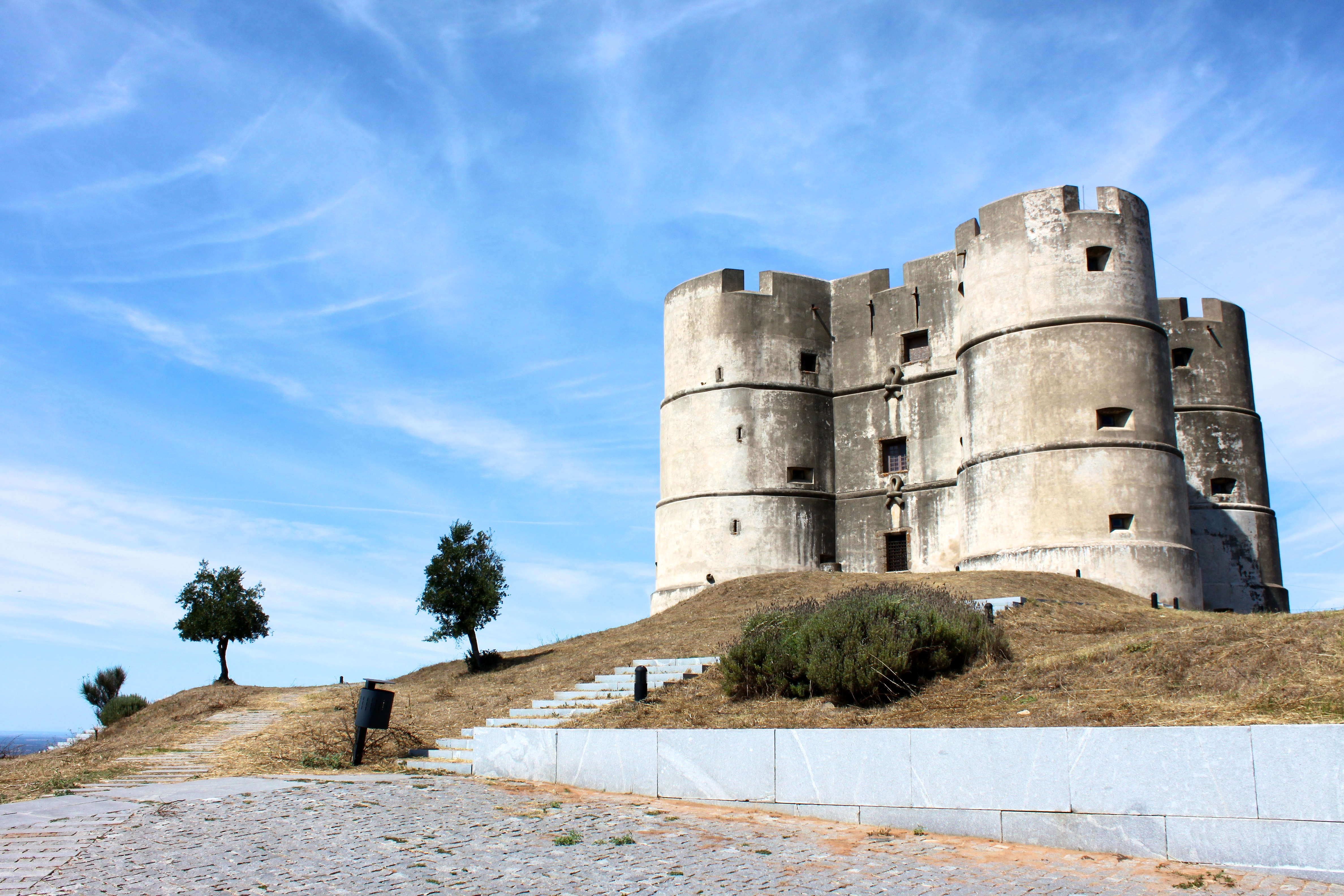
Le château d'Evora Monte

Au Portugal, les accords d'Evora-Monte sont une série de traités signés le 26 mai 1834, entre les miguelistes représentés par le maréchal Lemos et les libéraux représentés par le duc de Saldanha et le duc de Terceira, pour mettre fin à la guerre civile portugaise. Celle-ci opposait les partisans de la monarchie absolue, qui avaient acclamé le coup d'État de Michel Ier de Portugal, et les partisans d'une monarchie constitutionnelle qui demandaient le respect de la Charte constitutionnelle portugaise de 1826 donnée par le roi Pierre IV de Portugal. Ils furent signés dans la paisible petite ville d'Evoramonte (Alentejo) le 26 mai 1834.
Pour un article plus général, voir Guerre civile portugaise.

## Antécédents
Si les partisans de Michel Ier le considèrent comme seul roi légitime depuis son acclamation par les Cortes, les libéraux voient en lui l'usurpateur du trône de sa nièce Marie II. Après plusieurs mois de luttes, la guerre civile tourne à l'avantage des libéraux avec les victoires de Pernes, Almoster et d'Asseiceira, dans la région de Ribatejo (actuelle région d'Estremadura), au cours du premier semestre 1834. Michel et ses partisans se réfugient dans l'Alentejo, dernière région du Royaume à lui rester fidèle.
Avec une armée peu motivée pour continuer à lutter pour une cause considérée comme perdue, ayant souffert de nombreuses pertes et quelques désertions en faveur des libéraux, Michel s'installe dans la municipalité d'Evoramonte avec son conseil de guerre.
Les accords convenaient que Michel Ier n'interviendrait plus dans les affaires publiques et devrait quitter le pays. Le roi accorde une amnistie générale pour ses partisans. Ils y discutent les différents choix possibles : une ultime bataille aux portes d'Évora, la poursuite d'actions de guérilla dans l'Alentejo et l'Algarve, la fuite en Espagne afin de soutenir la cause de son cousin l'Infant Charles (prétendant au trône d'Espagne et disputant ce titre avec sa nièce Isabelle II) ou encore la reddition pure et simple. Le conseil de guerre finit par demander l'armistice aux chefs libéraux le 23 mai afin de mettre fin au plus vite aux hostilités.
C'est précisément Evoramonte qui est choisi pour signer l'accord, dans la maison de Joaquim António Saramago (où une pierre rappelle encore l'événement). À cet effet, José António de Azevedo Lemos (pt), commandant en chef de l'armée absolutiste, le futur duc de Saldanha et le duc de Terceira, commandants des forces de Pierre IV du Portugal, en présence d'un représentant britannique, John Grant, se réunissent afin de discuter les conditions définitives permettant de ramener la paix dans le pays.
Saldanha et Terceira font savoir à Lemos que le gouvernement du duc de Bragance, au nom de la reine Marie II, accepterait uniquement une reddition inconditionnelle des forces absolutistes ; dans le cas contraire leurs troupes poursuivraient inexorablement leur avancée vers Évora (où se trouvait cantonnée l'armée absolutiste) jusqu'à la reddition totale.
Incapable de maintenir l'effort de guerre, Michel accepte les termes de l'accord. Pierre IV cherchera à éviter toutes autres conditions avilissantes pour son frère et ses partisans, voulant ainsi éviter les rancœurs et calmer les dissensions entre tous les Portugais — question qui, à l'époque, prime sur toutes les autres et sans laquelle il n'y aurait pas de retour à la paix possible.

## Les accords
Le 26 mai 1834, les généraux Lemos (côté absolutiste), Saldanha et Terceira (côté libéral) apposent leur signature au bas de l'accord, lequel stipule les conditions qui doivent rendre possible la fin des combats :
- la reddition immédiate et inconditionnelle de Michel et de ses troupes, dépôt de leurs armes qui seront confiées aux vainqueurs ;
- amnistie générale pour tous les crimes politiques commis depuis le 1er août 1826 ;
- autorisation pour les amnistiés de quitter librement le Royaume et de disposer de leurs biens, en échange de quoi ils s'engagent à ne plus intervenir dans les affaires publiques du Royaume ;
- promesse des libéraux de ne pas poursuivre les partisans de Michel ;
- paiement annuel d'une pension à vie d'une valeur de 60 contos de réis en faveur de Michel, celui-ci pouvant disposer librement de tous ses biens particuliers ; Michel devait en échange quitter la péninsule Ibérique ad vitam æternam dans les quinze jours suivant la signature des accords, à bord d'un navire étranger. Ainsi, il devrait signer une déclaration par laquelle il s'engageait à ne plus jamais revenir sur le territoire portugais, métropolitain ou colonial, et à ne plus intervenir dans les affaires politiques de Royaume ou contribuer, sous quelque forme que ce soit, à déstabiliser le pays.

## Conséquences
Le conflit armé a beau prendre fin, avec la signature des accords, les vieilles rancœurs vont persister encore longtemps (ce qui permet d'expliquer les révoltes qui vont jalonner le siècle et les phénomènes de banditisme dont la figure la plus connue reste le Remexido (pt)) ; il faut ajouter à cela, les efforts de reconstruction du pays, détruit et appauvri par les guerres qui durent depuis 30 ans (guerre des Oranges, invasions napoléoniennes, guerre civile portugaise).
Michel, dont l'amour pour le pays était réel, et dont l'intégrité n'a jamais été remise en cause, fera remettre les joyaux de la couronne, ainsi que ses bijoux personnels, pour aider à la reconstruction du pays, avant d'embarquer à Sines le 1er juin 1834 pour Gênes avant de partir pour Rome, où il aura négocié son installation auprès du Pape avec les honneurs dus à un souverain reconnu comme tel par l'Église.
En arrivant à Gênes, il rend public un manifeste dans lequel il proteste contre les conditions qui lui ont été imposées, affirmant que les accords d'Evora-Monte devraient être considérés comme nuls et non avenus. De ce fait, il perd les droits et les prérogatives d'infant du Portugal qui lui avaient été reconnus par les libéraux. Cette attitude provoque aussitôt la suspension de la pension qui devait être allouée par le nouveau gouvernement portugais après les accords d'Evora Monte ; l'ex-roi voit alors ses ressources dépendre du bon vouloir du Saint Père, ainsi que de quelques amis et partisans. Deux ans plus tard, la reine, sa nièce, déclare Michel et ses descendants proscrits du Portugal pour toujours. Toute infraction serait punie de mort (Loi du Bannissement, révoquée en 1842 et annulée en 1950 par Salazar). Michel partira bientôt pour l'Autriche où il épousera Adelaide de Löwenstein-Wertheim-Rosenberg et mourra en 1866.
En résumé, on peut dire que les accords d'Evora-Monte réinstaurent définitivement au Portugal, un régime libéral et constitutionnel, rétablissant la Charte constitutionnelle de 1826 ; Pierre, déjà condamné par la tuberculose, malgré ses trente ans, abdique de la régence du Royaume et déclare, lors des Cortes de la Nation portugaise, solennellement réunies, la majorité de la reine Maria da Glória, âgée de 15 ans à peine, sous le nom de Marie II de Portugal.
Cependant, en Algarve, des royalistes et autres sympathisants de Michel, spoliés et poursuivis en représailles, se réfugient dans les collines où, sous le commandement de José Reis, le fameux Remexido, ils poursuivent la guerre civile, menant des assauts et des attaques contre la population, interceptant le courrier, cela durant plus de quatre ans avant que le Remexido ne soit fusillé à Faro, le 2 août 1838.